# Censo argentino de 1980
El Censo Nacional de Población y Vivienda de 1980 en la República Argentina fue un censo argentino realizado el día 22 de octubre de 1980. Fue hecho bajo la presidencia de facto de Jorge Rafael Videla. Es el séptimo censo realizado en Argentina, después de 10 años desde el censo de 1970, que a su vez se cumplieron otros 10 años desde el censo de 1960. Fue el segundo censo realizado por el INDEC.

## Resultados por provincias
A continuación se detalla las poblaciones de las provincias en orden descendente.
| Provincia o jurisdicción                                                     | Población      |
| ---------------------------------------------------------------------------- | -------------- |
| Buenos Aires                                                                 | (*) 10 865 408 |
| Ciudad de Buenos Aires                                                       | 2 922 829      |
| Santa Fe                                                                     | 2 465 546      |
| Córdoba                                                                      | 2 407 754      |
| Mendoza                                                                      | 1 196 228      |
| Tucumán                                                                      | 972 655        |
| Entre Ríos                                                                   | 908 313        |
| Chaco                                                                        | 701 392        |
| Salta                                                                        | 662 870        |
| Corrientes                                                                   | 661 454        |
| Santiago del Estero                                                          | 594 920        |
| Misiones                                                                     | 588 977        |
| San Juan                                                                     | 465 976        |
| Jujuy                                                                        | 410 008        |
| Río Negro                                                                    | 383 354        |
| Formosa                                                                      | 295 887        |
| Chubut                                                                       | 273 116        |
| Neuquén                                                                      | 243 850        |
| San Luis                                                                     | 214 416        |
| La Pampa                                                                     | 208 260        |
| Catamarca                                                                    | 207 717        |
| La Rioja                                                                     | 164 217        |
| Santa Cruz                                                                   | 114 941        |
| Territorio Nacional de Tierra del Fuego, Antártida e Islas del Atlántico Sud | 29 392         |
| TOTAL DE POBLACIÓN EN 1980                                                   | 27 949 480     |

(*) De los habitantes de Buenos Aires, 6 843 201 le corresponden al Aglomerado Gran Buenos Aires.

### Ciudades con mayor población
Según los registros censales de 1980, las ciudades más pobladas son las siguientes:
1. Aglomerado Gran Buenos Aires (9 766 030 hab.)
2. Gran Córdoba (1 004 929 hab.)
3. Gran Rosario (956 761 hab,)
4. Gran Mendoza (612 777 hab.)
5. Gran La Plata (564 750 hab.)
6. Gran San Miguel de Tucumán (498 579 hab.)
7. Mar del Plata (415 309 hab.)
8. Gran Santa Fe (334 913 hab.)
9. Gran San Juan (291 707 hab.)
10. Gran Salta (261 638 hab.)

Los cambios con respecto a 1970, fue el 2.º lugar, en el cual el Gran Rosario fue reemplazado por el Gran Córdoba. Otro fue el 4.º lugar, en el cual el Gran La Plata, fue reemplazado por el Gran Mendoza.